# Stefan Kołodyński
Stefan Michał Kołodyński (ur. 4 lipca 1904 w Krasnymstawie, zm. 25 stycznia 1973 w Warszawie) – major pilot–obserwator Polskich Sił Powietrznych w Wielkiej Brytanii.

## Życiorys
Urodził się w rodzinie organisty Bolesława i Heleny ze Stoleckich.
W 1925 roku wstąpił do Oficerskiej Szkoły Lotniczej w Grudziądzu. Ukończył ją z 26. lokatą (I promocja) i w stopniu sierżanta podchorążego obserwatora otrzymał przydział do 11. eskadry liniowej 1 pułku lotniczego. W 1928 roku otrzymał awans na podporucznika. Został skierowany na kurs pilotażu w Centrum Wyszkolania Oficerów Lotnictwa (CWOL), który ukończył w 1930 roku z wyróżnieniem. Odbył następnie kurs wyższego pilotażu w Grudziądzu.
W latach 1930–1933 był instruktorem kursu wyższego pilotażu. W 1933 roku otrzymał przydział do 111 eskadry myśliwskiej. W dniach 12–16 października 1933 roku był członkiem reprezentacji Wojska Polskiego odbywającej rewizytę w Rumunii. 30 września wszedł w skład nowo formowanej 114 eskadry myśliwskiej, gdzie objął stanowisko oficera technicznego eskadry. Na stopień kapitana został mianowany ze starszeństwem z 1 stycznia 1936 i 23. lokatą w korpusie oficerów aeronautyki.
W latach 1936–1938 sprawował stanowisko adiutanta komendanta kursu wyższego pilotażu. W 1938 roku został skierowany na III kurs w Wyższej Szkole Lotniczej w Warszawie, który ukończył w następnym roku.
W czasie kampanii wrześniowej był oficerem zleceń specjalnych w Brygadzie Pościgowej. Został ewakuowany do Wielkiej Brytanii gdzie wstąpił do RAF i otrzymał numer służbowy 76637. W 1940 roku został skierowany jako pilot do 4 Air Gunnery School (AGS) w Morpeth, od lutego do kwietnia 1941 roku był oficerem łącznikowym w sztabie 81 Grupy Myśliwskiej. W kwietniu 1941 roku został przydzielony do 303 dywizjonu.
27 kwietnia 1942 roku podczas operacji „Circus 143” na samolocie Spitfire Vb (nr ser. AA940, znaki RF-E) brał udział w nalocie na Ostendę. Został zestrzelony nad Francją w okolicach Lille w walce z Focke-Wulf Fw 190 z JG 26 „Schlageter”. Udało mu się wylądować przymusowo, dostał się do niewoli. Został osadzony w Stalagu Luft III w Sagan.
Po wyzwoleniu zdecydował się na powrót do Polski. Był inwigilowany przez Urząd Bezpieczeństwa. Zmarł 25 stycznia 1973 roku w Warszawie, został pochowany na Cmentarzu Wojskowym na Powązkach w Warszawie.

## Ordery i odznaczenia
- Krzyż Walecznych[1]
- Srebrny Krzyż Zasługi[5]
- Medal Lotniczy dwukrotnie[1]